# فرید الطلحاوی
فرید الطلحاوی (انگلیسی: Farid Talhaoui؛ زادهٔ ۱۰ فوریهٔ ۱۹۸۲) بازیکن فوتبال اهل فرانسه است.
از باشگاه‌هایی که در آن بازی کرده‌است می‌توان به باشگاه فوتبال گنگام، باشگاه فوتبال الوداد کازابلانکا، باشگاه فوتبال المپیک خریبکه، و باشگاه فوتبال لوریان اشاره کرد.
وی همچنین در تیم ملی فوتبال مراکش بازی کرده‌است.